# Battaglia di Saragozza
La battaglia di Saragozza è stata una battaglia che ebbe luogo il 20 agosto 1710, nel corso della guerra di successione spagnola.